# 伦特韦恩斯多夫
伦特韦恩斯多夫是德国巴伐利亚州哈斯贝格县的一个市镇。总面积24.62平方公里，总人口1571人，其中男性767人，女性804人（2011年12月31日），人口密度64人/平方公里。